# Pseudoceratinidae
Famille
Les Pseudoceratinidae sont une famille de spongiaires de l'ordre des Verongiida. Cette famille monotypique ne compte que le genre Pseudoceratina.

## Liste des genres
Selon World Register of Marine Species (3 mai 2016) :
- genre Pseudoceratina Carter, 1885